# Leetsdale
Leetsdale é um distrito localizado no estado norte-americano da Pensilvânia, no Condado de Allegheny.

## Demografia
Segundo o censo norte-americano de 2000, a sua população era de 1232 habitantes.
Em 2006, foi estimada uma população de 1135, um decréscimo de 97 (-7.9%).

## Geografia
De acordo com o United States Census Bureau tem uma área de 3,0 km², dos quais 2,6 km² cobertos por terra e 0,4 km² cobertos por água.

## Localidades na vizinhança
O diagrama seguinte representa as localidades num raio de 4 km ao redor de Leetsdale.